# Mícha

Příčný řez míchou

Míšní dráhy

Mícha (lat. medulla spinalis) je dlouhá, tenká nervová trubice nervové tkáně a podpůrných buněk uvnitř páteře, která navazuje na prodlouženou míchu v mozkovém kmeni, vede skrz velký týlní otvor a končí „nad“ druhým bederním obratlem v místě zvaném conus medullaris, kde se definitivně rozpadá z tzv. filum terminale na jednotlivé míšní nervy. Mícha a mozek tvoří centrální nervovou soustavu. Z míchy vycházejí nervy a jejím prostřednictvím přenáší organismus informaci mezi mozkem a periferní nervovou soustavou a reaguje na změny venkovního prostředí. Mícha je také schopná některých autonomních funkcí (míšní reflexy) a koordinuje některé reflexy. Uprostřed míchy leží centrální kanálek míšní, který obsahuje mozkomíšní mok.

## Morfologie míchy
Délka míchy člověka je cca 45 cm u mužů a 43 cm u žen a průměr se snižuje směrem dolů z 13 mm na 6,4 mm s tím, že na přechodu krční páteře v hrudní a v lumbální části je zesílena v místech, kde vystupují nervy pro končetiny. Mícha je v průřezu oválná, vpředu je zářez, vzadu je žlábek a laterální (z boku) jsou dva žlábky – zadní žlábek postranní a přední žlábek postranní, ze kterých vycházejí přední a zadní míšní kořeny. Vlákna předního a zadního kořenu míšního se spojují v jeden nerv míšní, přičemž přední kořen obsahuje převážně vlákna motorická (eferentní) a zadní kořen obsahuje převážně vlákna senzitivní (aferentní). Některé smyslové signály jsou vedeny až do mozku, jiné vedou z mozku do míchy (sestupné motorické dráhy) a poranění míchy vede k porušení hybnosti, např. paréza, plegie. Mícha se topograficky dělí na 31 segmentů (tj. místa, kde na každé straně vystupuje jeden nerv) z toho je 8 krčních, 12 hrudních, 5 bederních, 5 křížových a 1 kostrční. Podle místa výstupu rozlišujeme:
- (C1–C8) krční nervy (nervi cervicales) – 8 párů; inervují kůži a svaly horních končetin, hlavy a krku
- (Th1–Th12) hrudní nervy (nervi thoracici) – 12 párů; inervují mezižeberní svaly, kůži a svaly zad a hrudníku
- (L1–L5) bederní nervy (nervi lumbales) – 5 párů; inervují svaly a kůži břicha, stehna a kůži pohlavních orgánů
- (S1–S5) křížové nervy (nervi sacrales) – 5 párů; inervují kůži a svaly dolních končetin a sedací svaly
- (Co1–Co2) kostrční nervy (nervus coccygeus) – 1 pár; u člověka bez funkce

| Druh   | krční | hrudní | bederní | křížové | kostrční/ocasní | celek |
| ------ | ----- | ------ | ------- | ------- | --------------- | ----- |
| pes    | 8     | 13     | 7       | 3       | 5               | 36    |
| kočka  | 8     | 13     | 7       | 3       | 5               | 36    |
| kráva  | 8     | 13     | 6       | 5       | 5               | 37    |
| kůň    | 8     | 18     | 6       | 5       | 5               | 42    |
| prase  | 8     | 15/14  | 6/7     | 4       | 5               | 38    |
| člověk | 8     | 12     | 5       | 5       | 1               | 31    |

Shluky těl neuronů uložená na zadních kořenech (spinální ganglion) a přední kořeny tvoří míšních nervy. Zatímco motorická vlákna vycházejí z buněk uložených v míše, senzitivní vlákna vycházejí z nervových buněk ležících mimo míchu ve vřetenovitých zduřeních na zadních míšních kořenech (spinální ganglion). Nervem smíšeným je míšní nerv, který obsahuje vlákna motorická i senzitivní. Kolem centrálního míšního kanálku se rozkládá šedá hmota míšní v podobě motýlích křídel – přední a zadní rohy (v hrudním úseku je ještě boční roh). Z předních rohů vystupují přední míšní kořeny a ze zadních rohů vystupují zadní kořeny. bílá hmota obklopuje hmotu šedou a obsahuje vlákna, která tvoří vodivý systém míšní.

## Vsunuté buňky
Vsunuté buňky tvoří v šedé hmotě síť interneuronů, ve kterých se mohou vzruchy šířit všemi směry.

## Buňky provazcové
Buňky provazcové jsou v zadních sloupcích a vysílají dlouhé neurity, které stoupají ve svazečcích v provazcích míšních a dostávají se do jednotlivých částí mozku.

## Základní a vodivý systém míchy

### Základní systém míchy
Základní systém míchy vytváří nervová vlákna, uskutečňující inter a intra segmentální spojení, je přepojovací stanicí spinálních reflexů a podílí se i na přenosu bolesti. Impulsy přicházející od proprioreceptorů svalů a šlach se v tomto systému přepojují na motoneurony a tím udržují svaly v základním tonu (spinální svalový tonus). Poškození snižuje (hypotonie) nebo blokuje (atonie) svalové napětí.

### Vodivý systém míchy
Vodivý systém míchy se skládá z ascendentních (vzestupných) drah a descendentních (sestupných) drah, zprostředkovává pro vyšší centra informace o změně vnějšího a vnitřního prostředí a o poloze a napětí pohybových ústrojí. Axony jsou rozvětvené, konce mohou přenášet impulsy na několik neuronů, jedna nervová buňka může přijímat impulsy z tisíců neuritů.

## Zajímavosti
Nejdelší míchu měli pravděpodobně obří sauropodní dinosauři, kteří jsou zároveň nejdelšími známými živočichy všech dob. Například rody Argentinosaurus nebo Patagotitan dosahovaly pravděpodobně délky kolem 37 metrů, jejich míšní provazce přitom byly rovněž takto dlouhé. Největší známé velryby (zejména plejtvák obrovský) dorůstají do maximální délky asi 30 až 34 metrů (méně než nejdelší sauropodi), ačkoliv jsou celkově těžší.
Dlouhodobě tradovaná představa o „druhém mozku“ vycházejícím z míšního kanálu v oblasti bederní, je již zavržena. Rozšířené místo v páteřním kanálu nesloužilo pro uložení druhého nervového centra, ale spíše pro orgán, doplňující zásobní látku glykogen (který mají například i ptáci).